# Commerzlast
Die Commerzlast war eine Masseneinheit (Gewichtsmaß).

## Historie
Ursprünglich wurde das Maß zur Tragkraftbestimmung von Schiffen eingeführt. Schon 1666 vereinbarten Holland (historische Bezeichnung für Niederlande) und Dänemark-Norwegen detaillierte Bestimmungen zur Schiffsvermessung. Man legte das Amsterdamer Schiffspfund zu Grunde.
So waren
- 5200 Schiffspfund (etwa 2,6 Tonnen) = 1 Commerzlast

Die spätere Umwandlung in eine Raumlast durch unterschiedliche Schiffsvermessungen und Lastveränderungen nutzten Betrüger aus, um ihren Vorteil (z. B. Steuern, Zoll, Hafengebühren) zu nutzen. Die daraus folgende stetige Überladung führte zu großen Schiffsverlusten. Das gedachte „Einheitsmaß“ war schnell praktisch undurchsichtig und wurde oft mit der Ware verbunden: Commerzlast-Salz oder ähnlich Commerzlast-Roggen usw. Die Fachwelt zweifelt die Genauigkeit vieler Angaben an.

## Register-Tonne
Für die Vermessung der Schiffe wurde später die englische Register-Tonne (engl. Ton) 1873 eingeführt.
So galt dann
- 100 Kubikfuß (engl.) = 2,609 Kubikfuß (Pariser) = 91,67 Kubikfuß (norweg.) = 2,8316 Kubikmeter

Die bisherige Commerzlast betrag nun 80 Kubikfuß (norweg.) = 2,4711 Kubikmeter

## Anwendung
Mit der Commerzlast ließ sich der Warenumschlag im Handel (Ein- und Ausfuhr von Waren) und die Transportkapazitäten (Schiffsgröße und deren Ladevermögen) statistisch abbilden.
- Schiffslast oder Hamburger Gewicht: 1 Commerzlast = 5000 Pfund = 48 Zentner plus 76 Pfund (Zollgewicht)
- 1 dänische Commerzlast = 2,52 Tons (engl.) = 5200 Pfund (dänisch) = 5558,621 Pfund (preußisch)[3]

## Beispiele
Beispiele nach Otto Hausner:
- 1 Dänische/Hamburger/Lübecker/Mecklenburger Commerzlast = 3000 Kilogramm
- 1 Norwegische Commerzlast = 2600 Kilogramm
- 1 Schwedische/Preußische/Oldenburger/Hannoveraner/Bremer Commerzlast = 2000 Kilogramm